# Boben
Boben – wieś w Słowenii, w gminie Hrastnik. W 2018 roku liczyła 159 mieszkańców.